# Black Lagoon
A Black Lagoon (ブラックラグーン) japán manga- és animesorozat. Japánban 2006. április 8-án mutatták be, majd a június 24-i befejezése után a nagy népszerűség okán rögtön folytatás is készült, amit  ugyanezen év október 2-ától december 8-áig vetítettek Black Lagoon: The Second Barrage címmel. Az anime az Egyesült Államokban is megjelent, ahol 2007. május 22-én kezdték játszani.
A harmadik évadot "Black Lagoon: Roberta's Blood Trail" OVA formájában adták ki. Még mielőtt kiadták volna ezen évad első részét, az amerikaiak már eleve megvették a szerzői jogokat rá, így 2011-ben náluk is bemutatják.

## Cselekmény
A történet a Black Lagoon „kereskedelmi” társaság - gyakorlatilag kalóz vállalkozás - történetét követi nyomon a délkelet-ázsiai térségben. A „cég” központja Thaiföld egyik fiktív városában, Roanapur-ban található, és különféle árukat, személyeket, csomagokat szállítanak és szereznek meg a Black Lagoon nevű torpedónaszád segítségével, amire a tulajdonképpeni vállalkozás alapult. Különféle kliensekkel kerülnek kapcsolatba, de különösen jó kapcsolatokat ápolnak a helyi orosz maffiával. A küldetések szüneteiben jórészt a „The Yellow Flag” nevű helyi kocsmában ütik el az időt.
Míg az első tizenkét részben nagyobb hangsúly van a karakterek lélekábrázolásán, a második sorozat tizenkét része inkább a küldetésekre koncentrál.
A közelmúlt több eseménye is aktívan beépül a történetbe. Az orosz maffia vezetői Afganisztánban edződött orosz katonák, Dutch vietnámi veterán, de a feltűnő mellékszereplők között is megtalálható Libéria katonája vagy ütődött neonáci kincsvadász is.
Az anime bővelkedik erőszakos jelenetekben, emiatt nem véletlenül került a „csak felnőtteknek” besorolásba. Emellett azonban professzionális grafikai megoldásai a legjobbak az animék közt, a volume light és motion blur effekteket szinte minden részben használják, azonban megtartva a hagyományos rajzolt anime stílus sok-sok elemét.

## Szereplők

### Főszereplők – aBlack Lagoonlegénysége
- Rock

Rock (Rokuro Okajima) japán kereskedő, aki azután csatlakozik a legénységhez, miután elrabolják. Ám miután főnökei "feláldozhatónak" ítélik, kénytelen együttműködni a csapattal, és csatlakozik. Rock sosem harcol, de nagyszerű tárgyaló és tolmács. Gyakran megütközik Revy módszerein, de azok hatékonyságát kénytelen elismerni.
- Revy

Revy (Rebecca) nő létére az izom a Black Lagoon csapatában. Két-kezes a beceneve, mivel rendszerint két hatalmas pisztollyal téríti jobb belátásra tárgyalópartnereit. Kínai származású, de New York-ban nőtt fel. Revy otthon érzi magát a tűzpárbajokban és kifejezetten élvezi, hogyha megölheti ellenségeit. Bár a harcban nem ismer kegyelmet, személyisége idővel észrevehető fejlődést mutat, nem kis részben Rock hatásának betudhatóan.
- Dutch

Dutch a vezetője a "kereskedelmi vállalkozásnak". Ő a fekete bőrű kapitánya a torpedónaszádnak, és ő koordinálja a csapatot. Korábban amerikai zsoldban harcolt a vietnámi háborúban.
- Benny

Benny a csapat elektronikai zsenije, egyben ő ad taktikai információkat. Rockhoz hasonlóan ő sem ért egyet teljesen Revy brutális módszereivel, de nem zavartatja magát annyira miattuk, mint Rock.

### Állandó mellékszereplők
- Balalaika (Hotel Moszkva)

Balalaika az orosz maffia vezetője - szintén nő. Az afgán háborúban szolgálta a "nagy eszmét" és a Szovjetunió hős katonájaként sebesült meg. Ám a CCCP bukásával volt katonatársaival inkább új feladatok után nézett, és szervezőkészségével  Roanapur meghatározó maffiacsoportjává tette a "Hotel Moszkva"-t. Jobb keze Boris, régi katonatársa.
Jó kapcsolatot ápol a Lagoon céggel, de nem különösebben foglalkoztatja sorsuk. Időnként feladatokat bíz rájuk, Rock-ot pedig tolmácsként alkalmazza, mikor a második széria folyamán Japánban óhajt terjeszkedni a Jakuza kárára.
- Eda (Erőszak Temploma)

Eda az "Erőszak Templomában" nővér, a CIA beépített embere, Revy barátnője. A templom a "történelmi hagyományokat" folytatva fegyverkereskedelmet folytat, Eda pedig finoman fogalmazva sem testesíti meg az apácákról alkotott elképzeléseket. Módszerei hasonlatosak Revyéhez, de nem ér fel hozzá. Noha eleinte meglehetősen ellenségesek egymással, később közös akciót is lebonyolítanak, illetve együtt isszák le magukat a templom hűvösén.
- Yolanda (Erőszak Temploma)

Yolanda a konvent vezetője, fő fegyverkereskedő. Kedveli az udvarias Rock-ot, és ha van rá módja a piszkos munkát inkább Edaval vagy Ricoval végezteti. Bár nem lő le senkit, fel van szerelkezve egy arany Desert Eagle pisztollyal, amit nem habozik használni.

## Epizódok listája
|    |                                    |                                |            |  |  |  |
| 1  | „The Black Lagoon”                 | Black Lagoon                   | 2006-04-08 |  |  |  |
| 2  | „Mangrove Heaven”                  | Black Lagoon                   | 2006-04-15 |  |  |  |
| 3  | „Ring-Ding Ship Chase”             | Chase for ring-ding ships      | 2006-04-22 |  |  |  |
| 4  | „Die Rückkehr des Adlers”          | Das Wieder Erstehen Des Adlers | 2006-04-29 |  |  |  |
| 5  | „Eagle Hunting and Hunting Eagles” | Das Wieder Erstehen Des Adlers | 2006-05-06 |  |  |  |
| 6  | „Moonlit Hunting Grounds”          | Das Wieder Erstehen Des Adlers | 2006-05-13 |  |  |  |
| 7  | „Calm Down, Two Men”               | Calm Down, Two Men             | 2006-05-20 |  |  |  |
| 8  | „Rasta Blasta”                     | Rasta Blasta                   | 2006-05-27 |  |  |  |
| 9  | „Maid to Kill”                     | Rasta Blasta                   | 2006-06-03 |  |  |  |
| 10 | „The Unstoppable Chambermaid”      | Rasta Blasta                   | 2006-06-10 |  |  |  |
| 11 | „Lock'n Load Revolution”           | Goat, Jihad, Rock'N Roll       | 2006-06-17 |  |  |  |
| 12 | „Guerrillas in the Jungle”         | Goat, Jihad, Rock'N Roll       | 2006-06-24 |  |  |  |

|    |                                     |                           |            |  |  |  |
| 13 | „The Vampire Twins Comen”           | Bloodsport Fairy tale     | 2006-10-02 |  |  |  |
| 14 | „Bloodsport Fairytale”              | Bloodsport Fairy tale     | 2006-10-09 |  |  |  |
| 15 | „Swan Song at Dawn”                 | Bloodsport Fairy tale     | 2006-10-16 |  |  |  |
| 16 | „Greenback Jane”                    | Greenback Jane            | 2006-10-23 |  |  |  |
| 17 | „The Roanapur Freakshow Circus”     | Greenback Jane            | 2006-10-30 |  |  |  |
| 18 | „Mr. Benny's Good Fortune”          | Greenback Jane            | 2006-11-06 |  |  |  |
| 19 | „Fujiyama Gangsta Paradise”         | Fujiyama Gangsta Paradise | 2006-11-13 |  |  |  |
| 20 | „The Succession”                    | Fujiyama Gangsta Paradise | 2006-11-20 |  |  |  |
| 21 | „Two Father's Little Soldier Girls” | Fujiyama Gangsta Paradise | 2006-11-27 |  |  |  |
| 22 | „The Dark Tower”                    | Fujiyama Gangsta Paradise | 2006-12-04 |  |  |  |
| 23 | „Snow White's Payback”              | Fujiyama Gangsta Paradise | 2006-12-11 |  |  |  |
| 24 | „The Gunslingers”                   | Fujiyama Gangsta Paradise | 2006-12-18 |  |  |  |

|    |                                 |                       |            |  |  |  |
| 25 | „Collateral Massacre”           | El Baile De La Muerte | 2010-07-17 |  |  |  |
| 26 | „An Office Man's Tactics”       | El Baile De La Muerte | 2010-09-30 |  |  |  |
| 27 | „Angels In the Crosshairs”      | El Baile De La Muerte | 2011-01-07 |  |  |  |
| 28 | „Oversaturation Killbox”        | El Baile De La Muerte | 2011-03-22 |  |  |  |
| 29 | „Codename Paradise, Status MIA” | El Baile De La Muerte | 2011-06-22 |  |  |  |